# Ruston (motoriste)
Pour les articles homonymes, voir Ruston.
Ruston est une entreprise britannique de construction de moteurs Diesel de Lincoln, en Angleterre. Ses origines remontent à 1840. Elle a longtemps été réputée pour ses motrices diesel et ses pelles mécaniques à vapeur, mais a également produit pour le marché automobile et celui des turbines à gaz.
Ruston fait partie du groupe MAN B&W Diesel AG de même que Mirrlees Blackstone, Paxman et le français SEMT Pielstick.

## Les débuts

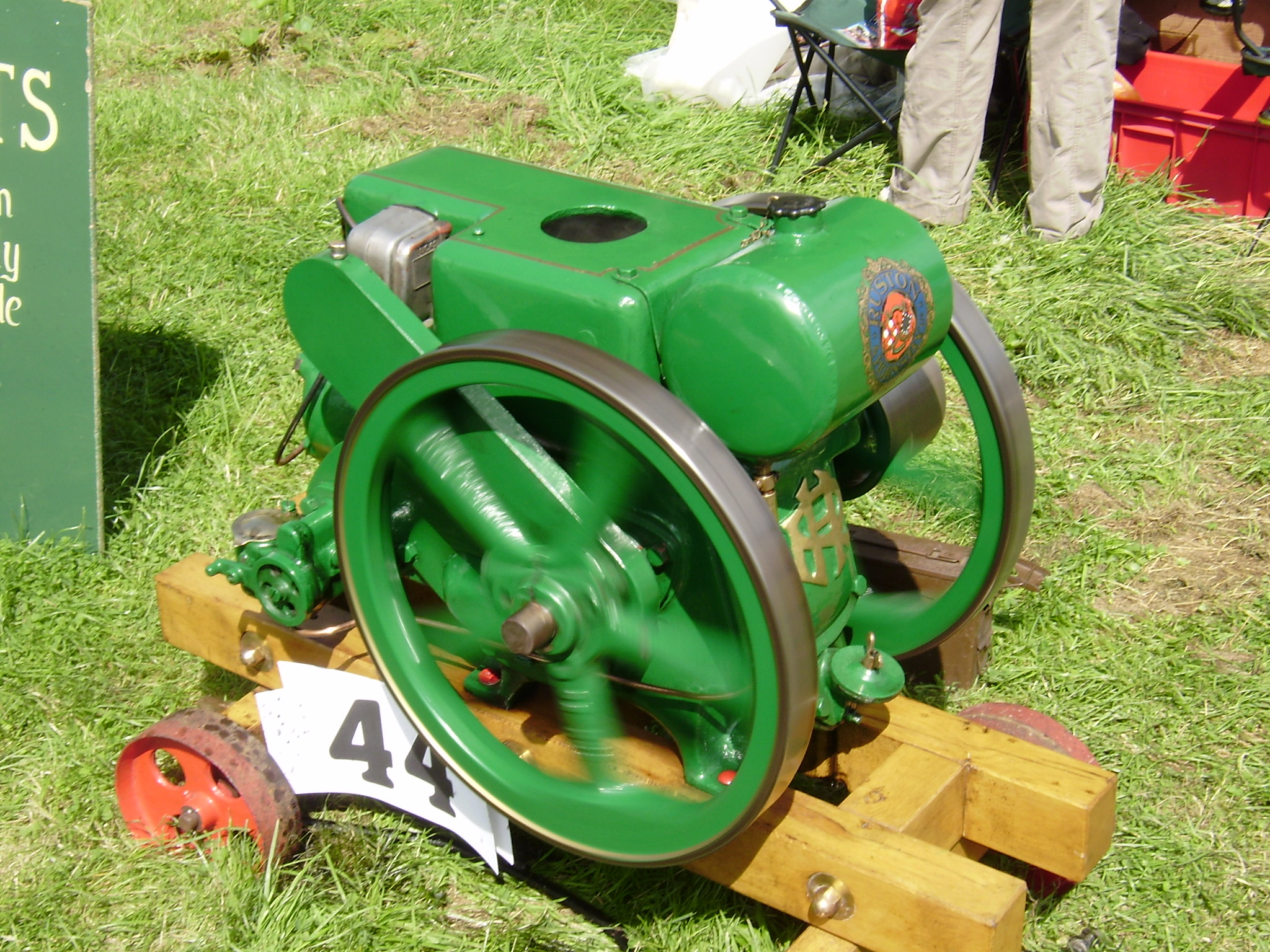
Un moteur de 3 CV type PB (1935).

La compagnie s'appela d'abord Proctor and Burton (1840) : c'était alors un bureau d'études travaillant pour les manufactures. Avec l'arrivée de Joseph Ruston, elle prit le nom de Ruston, Proctor and Company en 1857, et devint une SARL en 1899. À partir de 1866 elle produisit des locomotives-tender à expansion multiple, dont l'une fut présentée à l'Exposition universelle de 1867. En 1868, la compagnie assembla cinq locomotives type Bourbonnais conçues par Samuel W. Johnson pour le Great Eastern Railway. Trois de ces machines furent converties en grues motorisées, et les deux dernières sont demeurées en service jusqu'en 1952. Ruston en fournira au total seize en Argentine et d'autres pour le Manchester Ship Canal.

## Ruston & Hornsby

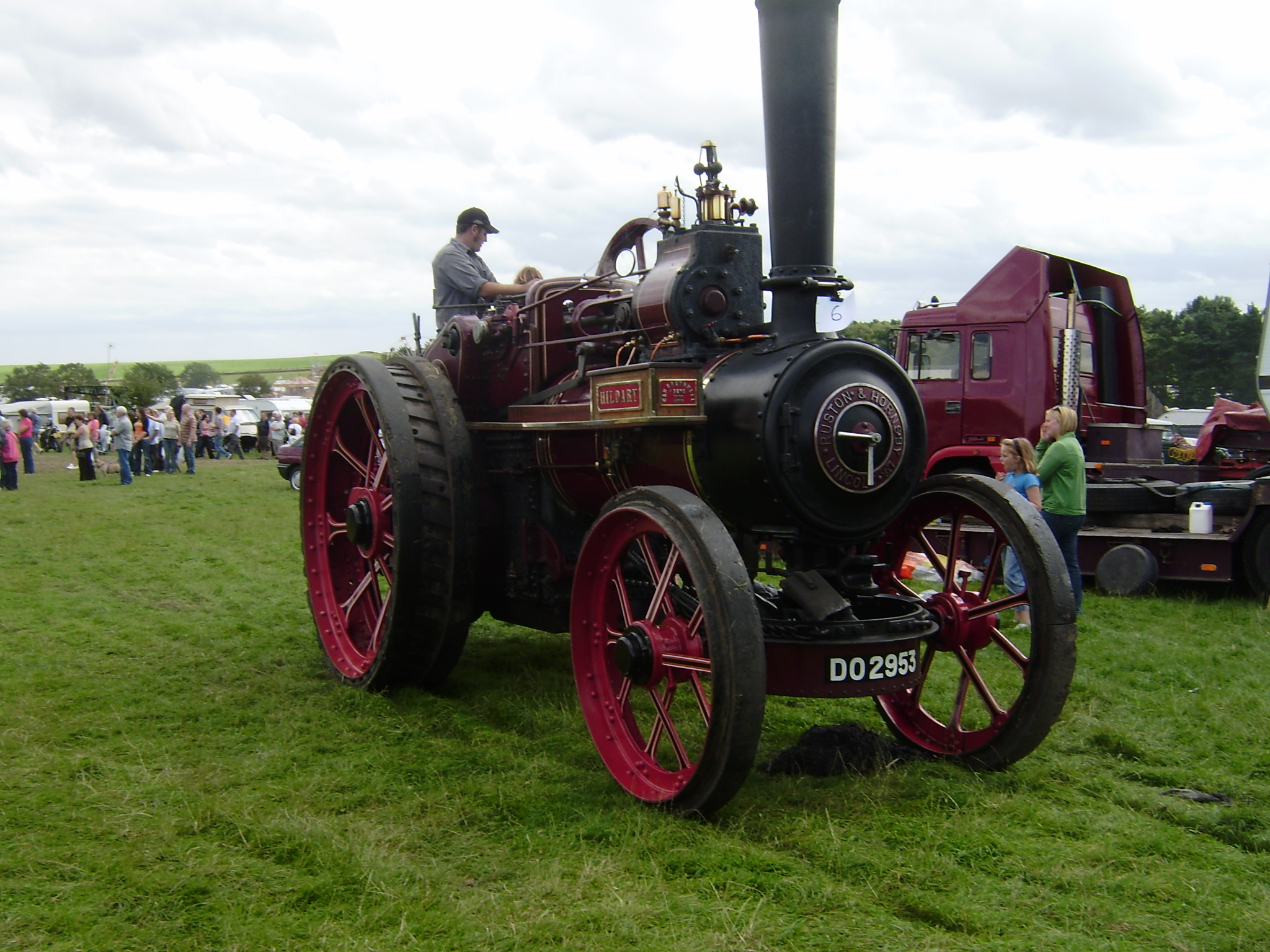
Locomobile Ruston & Hornsby de 1922 (n° de série 115100).

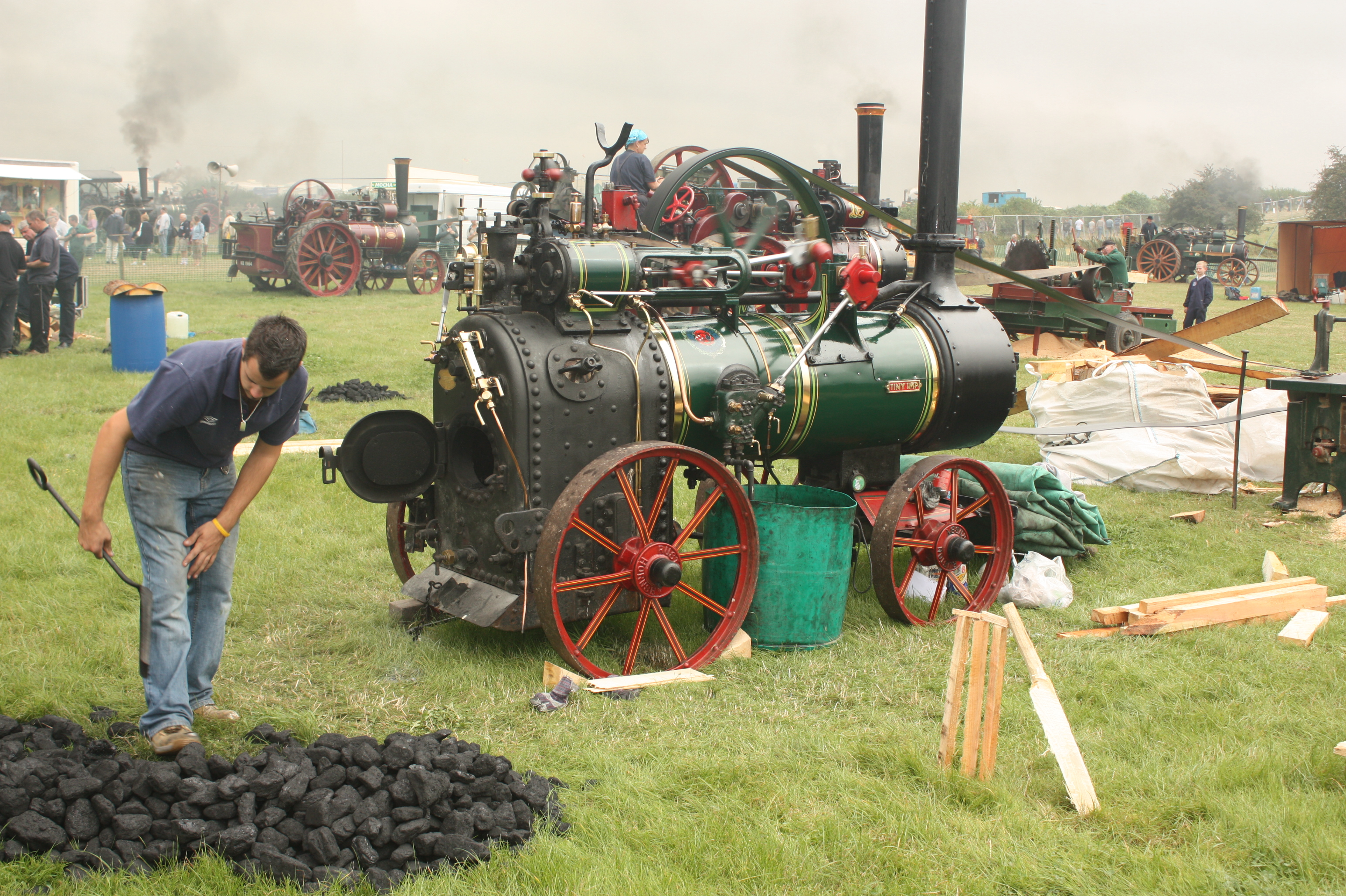
Génératrice Ruston & Hornsby Tiny Imp de 2 CV (n° de série 163844) chez GDSF (2008).

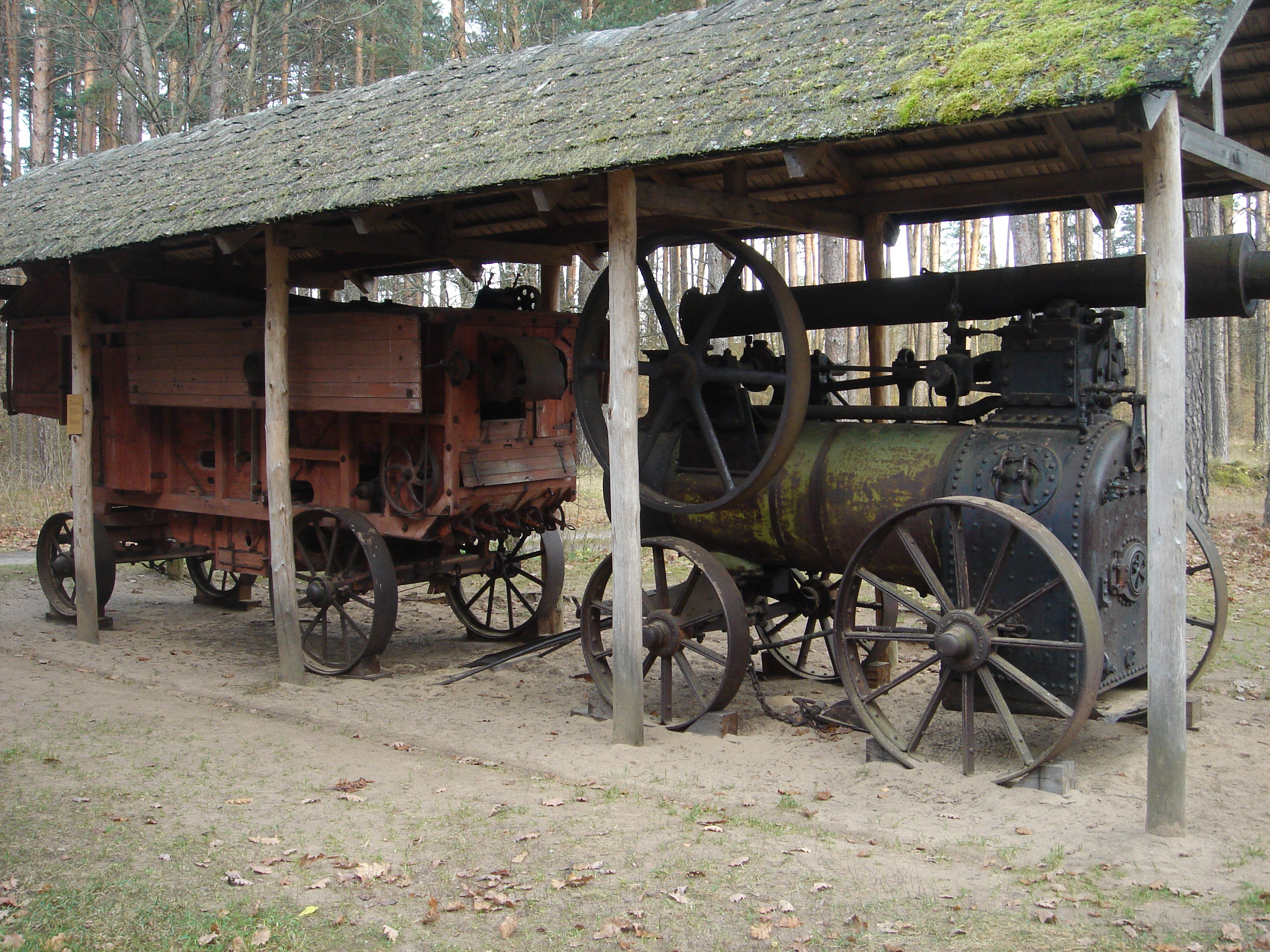
Batteuse Ruston & Hornsby (SN 27894, à gauche) de la seconde moitié du XIXe siècle, exposée à l'écomusée de Riga (Lettonie).

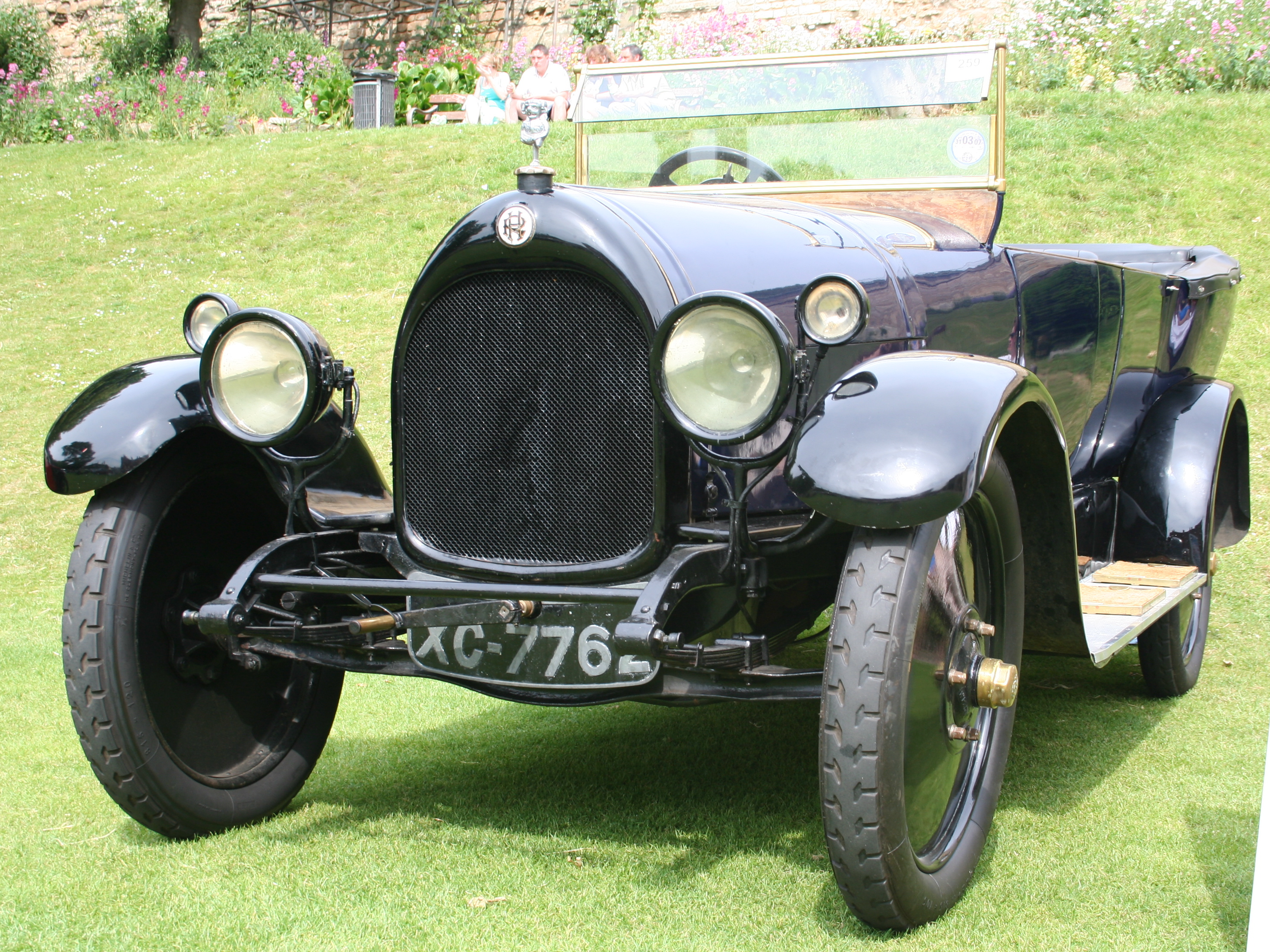
Voiture Ruston & Hornsby de 1923.

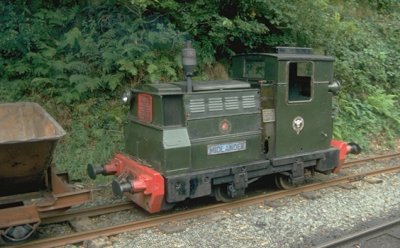
Locomotive n°5 du chemin de fer de Talyllyn (1940)

Le 11 septembre 1918, la compagnie fusionne avec Richard Hornsby & Sons de Grantham pour former Ruston and Hornsby Ltd (R&H). Hornsby est alors le leader mondial du marché des moteurs à fioul : elle fabrique ces moteurs sans interruption dès 1891, soit huit ans avant la mise sur le marché des moteurs de Rudolph Diesel.
Ruston fabriquait des moteurs diesel et à essence de toutes les tailles, depuis les moteurs de quelques CV jusqu’aux gros moteurs industriels. On peut voir plusieurs de ces machines au musée Anson de Poynton, non loin de Manchester, ainsi qu'au musée de Tanygroes, près de Cardigan, consacré aux moteurs à combustion interne. Les machines à vapeur et les génératrices étaient surtout destinés à l'agriculture.

### La Grande guerre
Au cours de la Première Guerre mondiale, Ruston & Proctor prit part à l'effort de guerre en fabriquant près de 2 750 aéroplanes et 3 000 moteurs d'avion, ce qui en fait de loin le premier fournisseur de l'armée britannique. Le 1 000e Sopwith Camel (B7380), assemblé en 1917,, fut baptisé Wings of Horus. Ruston construisit au total 1 600 Sopwith Camels, 250 Sopwith 1½ Strutters et 200 Royal Aircraft Factory B.E.2. Ruston & Proctor fabriqua également la plus grosse bombe de cette guerre. L'un de ses directeurs, Frederick Howard Livens, avait un fils officier au front : le capitaine William Howard Livens, qui fut rapatrié à Lincoln, où il mit au point le mortier Livens et le grand lance-flammes de Livens.
Ruston & Proctor produisit quelques-uns des premiers tanks.
Un concurrent voisin, Clayton & Shuttleworth, fabriquait également des avions.
En 1919, le colonel J.S. Ruston entreprit de fonder une cité-jardin à Lincoln : le Swanpool Garden Suburb, destinée au logement des ouvriers, et équipée d'un parc, d'un terrain de cricket et de piscines. Ruston fit l"acquisition de 10 ha du domaine de Boultham Hall et en confia la gestion à la coopérative de Swanpool. La conception des immeubles fut confiée au cabinet d'architectes Hennell and James de Londres, et les travaux s'étalèrent entre avril 1919 et septembre 1920. Le quartier abritait un lycée technique, un temple et des écoles. Mais les difficultés financières mirent un terme à l'entreprise, qui fut cédée en 1925 au promoteur Swanpool Garden Suburb Ltd. Seuls 113 des 3 000 logements avaient été bâtis.

### Seconde Guerre mondiale
Lorsque les Alliés s'emparèrent du quartier-général ouest de la Wehrmacht à Saint-Germain-en-Laye au mois de septembre 1944, ils découvrirent que les locaux étaient alimentés par des génératrices diesel Ruston.
La société fabriqua le prototype du Valiant en 1944, et l'usine de Grantham a produit le Matilda II.

## Établissements
Ruston était implanté sur le site Vulcan Works de Newton-le-Willows entre Manchester et Liverpool. En 2001, la production a été délocalisée à Stockport sur le site Mirrlees Blackstone works.